# Banksia baueri

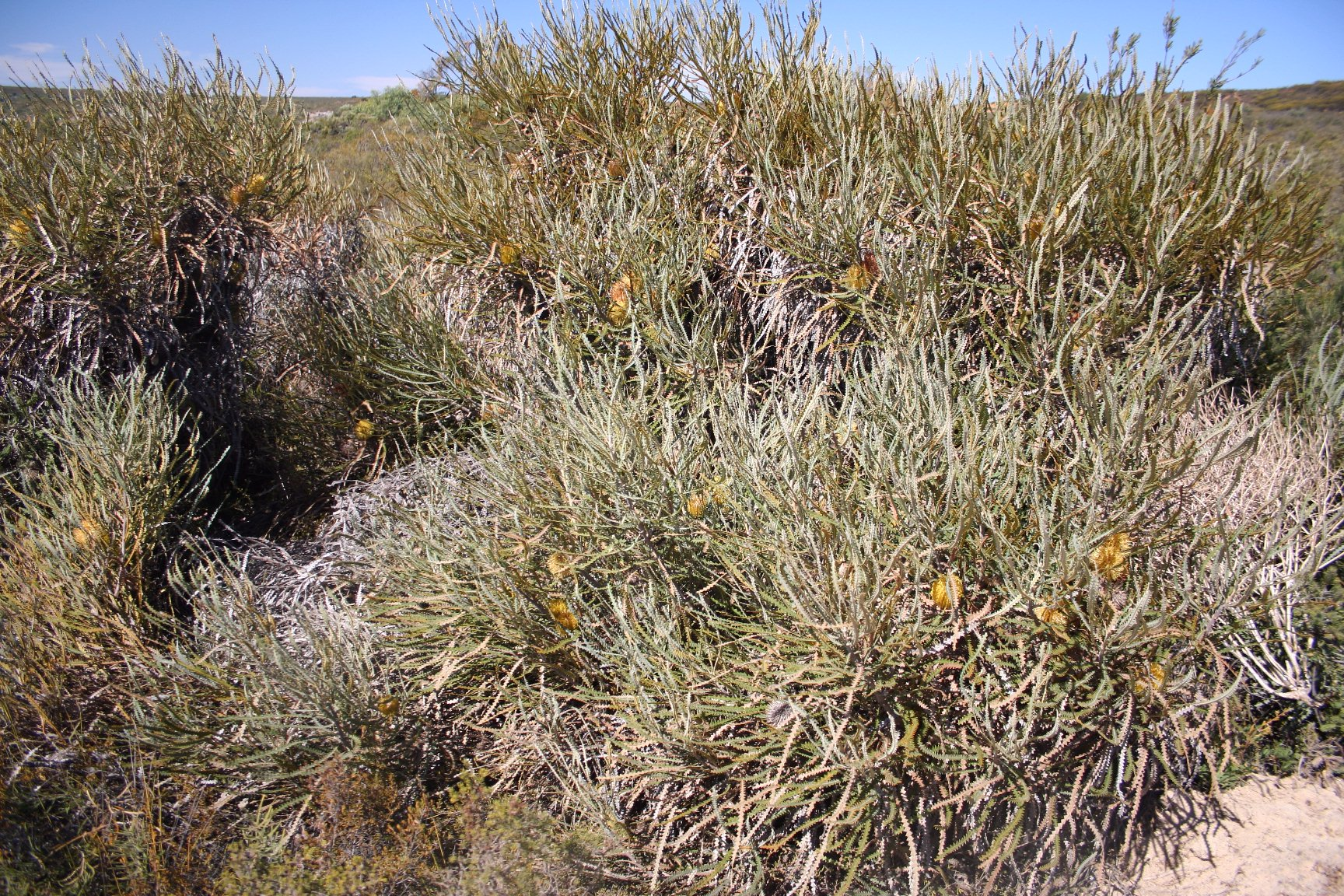
Hábito na Reserva Natural Wotto.

Banksia baueri é uma espécie de arbusto endêmica do sudoeste da Austrália Ocidental. Possui folhas serrilhadas e uma inflorescência notavelmente grande e peluda, com flores de tons creme, amarelo ou marrom, além de frutos peludos.

## Descrição
A Banksia baueri cresce como um arbusto espalhado e muito ramificado, alcançando de 0,5 a 2 metros de altura e até 3 metros de largura, mas não forma lignotúber. Sua casca é fina e cinzenta, com fissuras longas, enquanto os novos brotos são cobertos por uma penugem fina de cor marrom-clara. O crescimento de novos ramos ocorre no verão. As folhas geralmente têm formato de ovo estreito, com a extremidade mais fina voltada para a base, medindo de 40 a 130 milímetros de comprimento e de 5 a 35 milímetros de largura, com bordas serrilhadas, e se conectam a um pecíolo de 5 a 10 milímetros de comprimento. A inflorescência, que se desenvolve ao longo de 5 a 6 meses, pode atingir de 120 a 130 milímetros de diâmetro e 170 milímetros de altura, surgindo em um ramo lateral curto. As flores são creme, amarelas ou marrons e peludas, com uma caliptra de 50 a 70 milímetros de comprimento e um pistilo de 50 a 58 milímetros, com um estilete liso. O fruto é um folículo elíptico e peludo, com 12 a 17 milímetros de comprimento.

## Taxonomia
Robert Brown descreveu a Banksia baueri em 1830, após ela ter sido coletada por William Baxter [en] em King George Sound em 1829. A descrição foi publicada no suplemento de sua obra Prodromus Florae Novae Hollandiae et Insulae Van Diemen. O nome foi dado em homenagem aos irmãos austríacos Franz Bauer e Ferdinand Bauer, artistas botânicos, sendo que Ferdinand acompanhou Brown em sua viagem de 1801 a 1805.
Na organização taxonômica de Brown, a B. baueri foi colocada no subgênero Banksia verae, as "verdadeiras banksias", por causa de sua inflorescência típica em forma de espiga floral. O Banksia verae foi renomeado como Eubanksia por Stephan Ladislaus Endlicher em 1847 e reduzido ao nível de seção por Carl Meissner em sua classificação de 1856. Meissner dividiu a Eubanksia em quatro séries, posicionando a B. baueri na série Quercinae devido às suas folhas dentadas. Quando George Bentham publicou sua organização de 1870 em Flora Australiensis [en], descartou as séries de Meissner, substituindo-as por quatro seções. A B. baueri foi colocada na seção Cyrtostylis, uma seção heterogênea com 13 espécies que não se encaixavam facilmente em outros grupos. Essa organização permaneceu por mais de um século.
Em 1891, Carl Ernst Otto Kuntze, em sua obra Revisio Generum Plantarum, rejeitou o nome genérico Banksia L.f., argumentando que Banksia já havia sido publicado em 1776 por J.R. Forster e G. Forster para o gênero agora conhecido como Pimelea. Kuntze propôs Sirmuellera como alternativa, chamando esta espécie de Sirmuellera baueri. Essa aplicação do princípio de prioridade foi amplamente ignorada pelos contemporâneos de Kuntze, e Banksia L.f. foi formalmente conservado, enquanto Sirmuellera foi rejeitado em 1940.
Está classificada sozinha na série Bauerinae do gênero Banksia. Em sua monografia de 1981, Alex George a posicionou na série Quercinae, restaurada mas reduzida, ao lado da Banksia quercifolia [en] e da Banksia oreophila [en]. Contudo, ele observou que os folículos, que têm bico após se abrirem, e a forma dos cotilédones não se alinhavam com os outros táxons, sugerindo uma possível afinidade com a Banksia menziesii e a Banksia sceptrum.
Nomes comuns em inglês incluem woolly banksia, possum banksia, woolly-spiked banksia, pussy cat banksia e teddy bear banksia, todos relacionados às grandes espigas florais peludas.

## Distribuição e habitat
A Banksia baueri é encontrada no sul da Austrália Ocidental em três áreas distintas e separadas: da Baía de Bremer [en] a Jerdacuttup [en] no leste, nas planícies sul de Stirling, e a noroeste, no interior, entre Kweda [en] e Tarin Rock [en]. As plantas crescem em arbustais ou mallee, em terrenos planos ou suavemente inclinados, sobre areia branca ou cinza, ou areia rasa sobre laterita ou quartzito.

## Ecologia
Um estudo de campo realizado entre 1985 e 1986 no Parque Nacional do Rio Fitzgerald [en] revelou que ela é uma importante fonte de alimento no inverno para o Tarsipes rostratus, que se alimenta de néctar.

## Uso na horticultura
Suas espigas florais incomuns são uma característica atraente para a horticultura. Ela requer solo bem drenado e exposição ao sol pleno ou parcial. As sementes não precisam de tratamento especial e germinam em 20 a 49 dias.